# Bruno Lima
Bruno Lima Basolu (San Juan, 4 de fevereiro de 1996) é um voleibolista profissional argentino, atuante na posição de oposto, com marca de alcance de 345 cm no ataque e 320 cm no bloqueio.

## Carreira
Aos seis anos de idade, tido como uma criança "hiperativa", já tinha os primeiros contatos com a modalidade nas "quadrinhas" do Obras Sanitárias San Juan, a prática foi ajudando a apaziguar tal inquietude. Teve como inspiração também veio de seu tio Federico, figura importante do referido clube nas primeiras ligas nacionais na década de 1990, além de outros destaques do clube, Raúl e Daniel Quiroga, o “Chiqui” W Friday , Alejandro e Mauricio Méndez, o “Suncho” Gallardo, e depois Jorge Elgueta, Alejandro Spajić ou Fabián Barrionuevo.
Competiu na edição do Campeonato Sul-Americano Infantojuvenil de 2012, este sediado em Santiago, Chile, e conquistou a medalha de prata e mesmo alcançando a sexta posição no Mundial Infantojuvenil de 2013 nas cidades mexicanas de Tijuana e Mexicali .
Representou várias escolas que viram San Juan campeão dos Jogos Binacionais da Integração Andina de 2011 e sua estreia no elenco adulto de Obras Sanitárias deu-se aos 15 anos, onde atuou nas jornadas 2011-12 e 2013-14.Depois foi jogador do Bolívar Vóley na temporada 2014-15. conquista co vice-campeonato da Liga A1 Argentina
No ano de 2014 representa seu país na edição dos Jogos Sul-Americanos em Santiago obtendo a medalha de ouro.
Em 2015 foi convocado para Seleção Argentina Sub-23 para disputar edição do Campeonato Mundial Sub-23 de 2015 em Dubai, nos Emirados Árabes Unidos, vestindo a camisa #12 encerrou na sexta colocação e competiu também neste ano no Campeonato Mundial Juvenil realizado nas cidades mexicanas de  Mexicali e Tijuana conquistando a medalha de prata.Pela seleção adulta disputou a Copa Pan-Americana de 2016 na Cidade do México conquistando o vice-campeonato.
Retornou à Obras Sanitárias em 2015-16.  sendo semifinalista na edição de 2015-16 e na Copa ACLAV, além do terceiro lugar no Pré Sul-Americano de Clubes de 2015 e no período de 2016-17 obteve o terceiro lugar na Copa ACLAV, conquistando os títulos da Copa Desafio realizada em San Juan, e Copa Argentina
Ele representou seu país nos Jogos Olímpicos de Verão no Rio de Janeiro, que ficou em quinto lugar..Em 2017 disputou a Copa Pan-Americana realizado em Gatineau
Na temporada 2017-18 surge a primeira experiência europeia, quando atuou pelo time francês Chaumont Volley-Ball 52, sagrando-se campeão da Supercopa da França e vice-campeão da Liga A Francesa. No período de 2018-19 repatriado pelo Obras o teve de volta  e atuou em 2018, em seguida transferiu-se para o TV Bühl da Alemanha.Em 2019 disputou a Liga das Nações pela seleção principal, e foi vice-campeão do Campeonato Sul-Americano de 2019 sediado nas cidades de e Santiago e Temuco e foi premiado como melhor oposto do campeonato.
Novamente repatriado na temporada 2019-2020, desta vez pelo Gigantes del Sur, já em 2020 volta a reforçar um time no exterior, desta vez na Turquia, quando atuou pelo Afyon Belediye Yüntaş.Foi convocado pelo técnico Marcelo Méndez para disputar os Jogos Olímpicos de Verão de 2020, e na preparação, disputaria a Liga das Nações, enfrentou  a COVID-19, após recuperação retornou para o elenco.

## Títulos e resultados
- Supercopa Francesa:2017-18
- Liga A Francesa:2017-18
- Liga A1 Argentina:2014-15
- Liga A1 Argentina:2015-16
- Copa ACLAV:2016-17
- Copa ACLAV:2015-16
- Copa Argentina:2016-17
- Copa Desafio:2016-17

## Premiações individuais
- Melhor Oposto do Campeonato Sul-Americano de 2019